# ناحیه توا چوا
توا چوا (منطقه) (به لاتین: Tủa Chùa District) یک منطقهٔ مسکونی در ویتنام است که در شمال غربی ویتنام واقع شده‌است.

## خصوصیات
توا چوا ۶۷۹ کیلومترمربع مساحت و ۴۲٬۳۶۶ نفر جمعیت دارد.